# Grolland

Bremen: Huchting in rot mit hell rot Bremen Süd. Grolland ist ein Ortsteil des Stadtteils Huchting.

Grolland ist ein Ortsteil von Bremen und bildet zusammen mit Kirchhuchting, Mittelshuchting und Sodenmatt den Stadtteil Huchting.

## Geografie

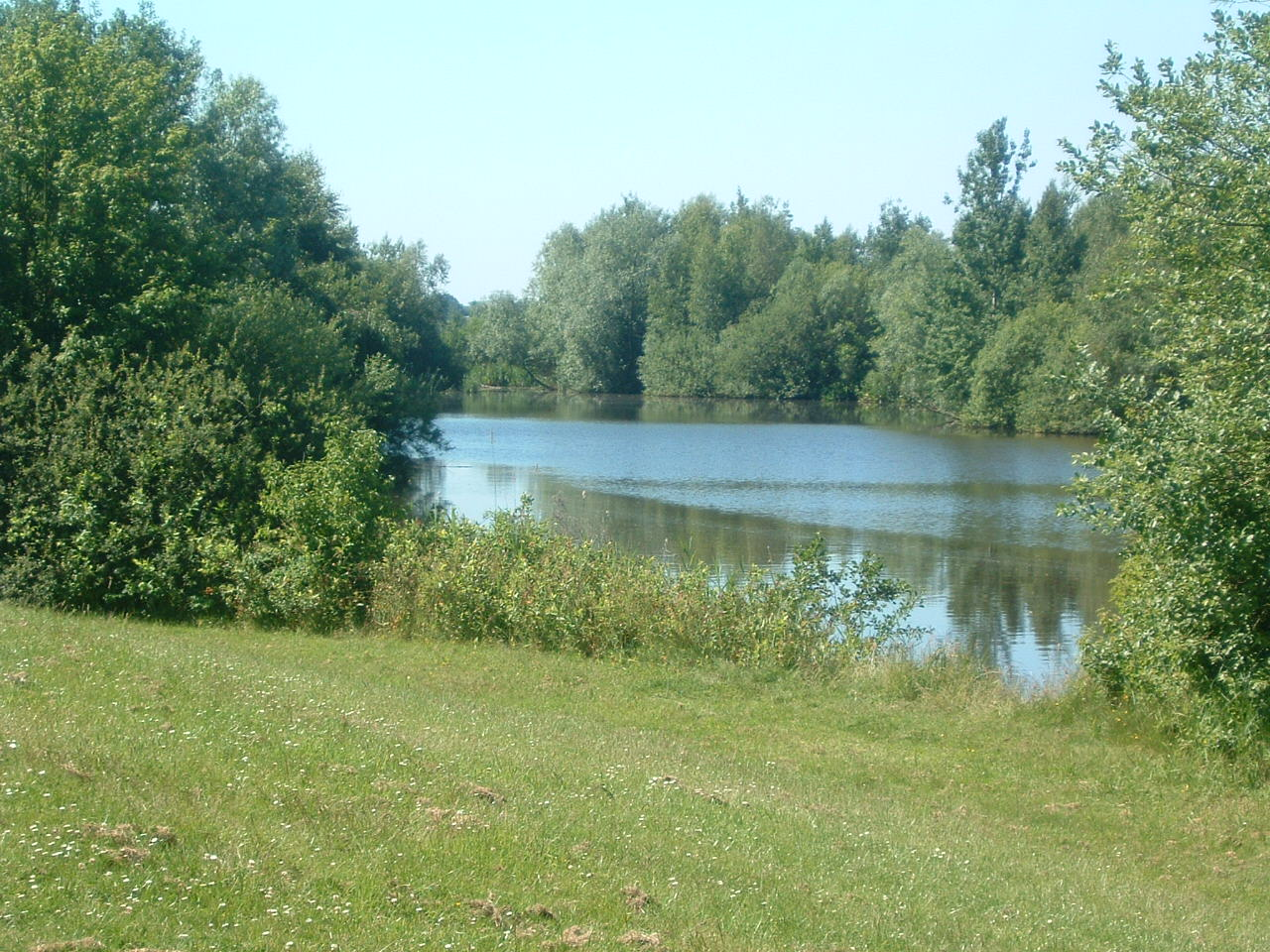
Park links der Weser an der Ochtum

Grolland liegt links der Weser im Süden Bremens und hat eine Fläche von 180 Hektar sowie 3332 Einwohner. Der Ort liegt zwischen zwei Flussläufen der Ochtum (neue und alte Ochtum) und zwischen der östlichen Neustadt und dem westlichen Kirchhuchting. Im Süden schließt die Gemeinde Stuhr an (Landkreis Diepholz).
Der städtebauliche Zusammenhang der Huchtinger Ortsteile und Grolland wird gebildet durch die beiden Verkehrsachsen Bundesstraße 75 und die Straßenbahnlinie 1 und 8 sowie durch den Park links der Weser.
Das um den Grollander See gelegene Gebiet Kuhlen der Gemeinde Stuhr grenzt direkt an Grolland. Kuhlen bilden eine Art Enklave und ist von der Startbahn des Bremer Flughafens, die hier teilweise auf niedersächsisches Gebiet reicht, vom Rest des Landkreises getrennt.

## Geschichte

### Das kleine Dorf
Gronland fand am 11. März 1189 erstmals Erwähnung. Es war eine Kolonialgründung des welfischen Ministerialen und Lokators (Grundstücksverteiler) Friedrich von Mackenstedt, der auch das Kloster Heiligenrode gründete. Er und der Erzbischof von Bremen waren die Grundherren und betrieben in Grolland wie an vielen Orten die Hollerkolonisation durch die Entwässerung des „nassen Dreiecks“ zwischen Brinkum, Neustadt und „War sub Gronlande“. 1201 erlaubte der Erzbischof den holländischen Wasserbauspezialisten Hermann und Heinrich die Urbarmachung.
In dem kleinen Dorf Ware (Ware = Fischwehr), das erstmals 1201 und mehrfach nach 1290 erwähnt wurde, sind urkundlich drei bis vier Häuser genannt worden. Aus dem Gebiet auf der linken Ochtumseite wurde das Warfeld und die Straße von Bremen nach Delmenhorst hieß später Wardamm.
Nach dem Stedinger Krieg von 1233 bis 1234 war die Zeit der freien Bauern mit der Bauernlege vorbei. Es nahmen die Grafen von Oldenburg stärkeren Einfluss auf das Gebiet, während Bremer Bürger als Grundherren auftraten. Johann Hemeling (* um 1358–1428), Bürgermeister von Bremen besaß ausgedehnten Landbesitz auch in Grolland, jedoch erlangte die Reichsstadt Bremen hier keine Jurisdiktion, anders als im östlich benachbarten Vieland und im westlich benachbarten Huchting. Die noch sehr kleine Siedlung in dem Zipfel der Grafschaft Oldenburg bzw. zeitweise Grafschaft Delmenhorst lag an der Grollander Straße, die auch Schwarzer Weg hieß. Kirchlich gehörte Grolland zunächst zu Stuhr und erst seit 1914 zu Huchting. 1309 Errichtete Bremen mit Einverständnis der Oldenburger Grafen als Teil der Landwehr zum Schutz des Vielandes drei Wehrtürme, den Warturm, den Kattenturm und den Arster oder Ahlker Turm. Der kleine Fluss wurde, verstärkt nach 1390, zum breiten, geraden Wehrgraben ausgebaut, so wie der alte Ochtumarm noch besteht. 1311 hatten die Grafen von Delmenhorst und der Bremer Stadtrat vereinbart, den Weg zwischen Bremen und Delmenhorst für den Verkehr von Fußgängern und Wagen herzurichten. 1344 kaufte Bremen von der Grafschaft Delmenhorst einen Landstreifen zum Bau des Wardamms. Von damals bis 1803 verlief die Grenze zwischen Grolland und dem bremischen Territorium entlang der Ochtum bis zum Warturm und von dort entlang des Wardamms zum ebenfalls bremischen Huchting. Bei Kirchhuchting ragte Grolland bis an das Huchtinger Fleet, während weiter südlich die Huchtinger Feldmark bis in die Nähe der Ochtum reichte, so dass Grolland nur durch einen schmalen Landstreifen mit Kladdingen verbunden war. Gepflastert wurde der Wardamm erst 1530. Bis 1888 war er die einzige Straßenverbindung zwischen Bremen und Delmenhorst.

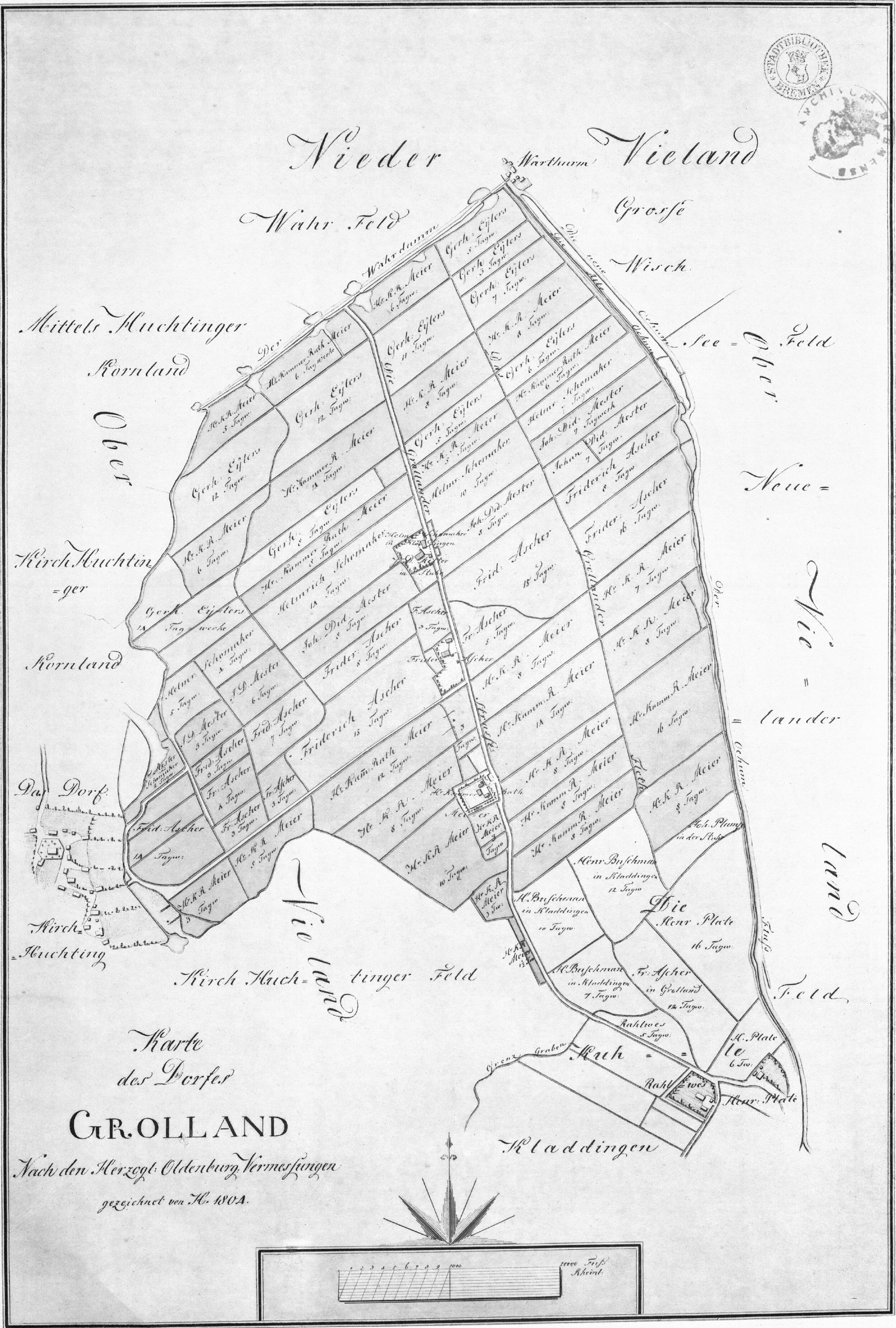
Grolland 1804

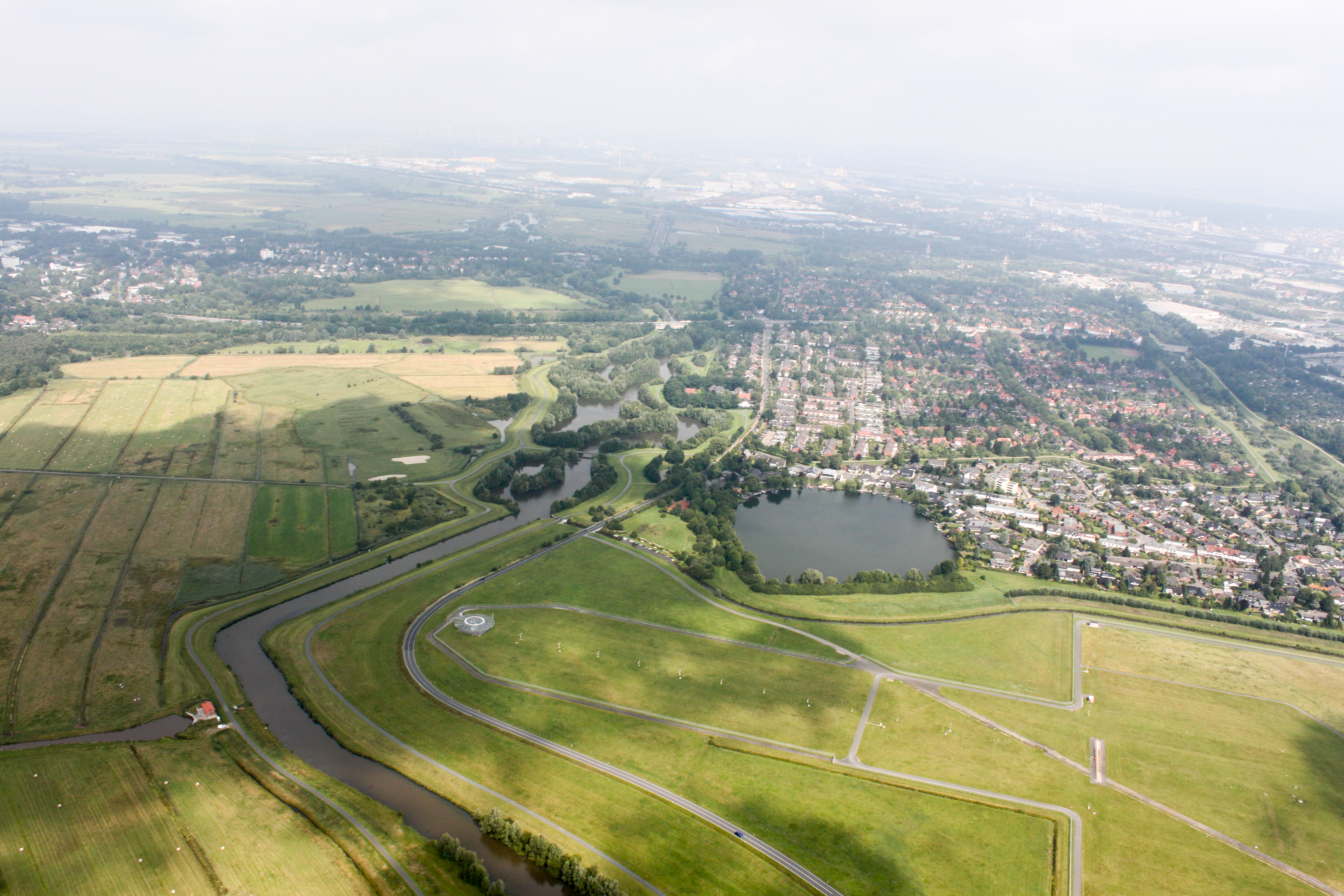
Links: Park links der Weser, Mitte: neue Ochtum, Rechts: Grolland, Grollander See und Stuhr, Ortsquartier Kuhlen

Im 16. Jahrhundert entstand das befestigte Gut Grolland aus Oldenburgischen und Heiligenroder Ländereien. Das Gut wurde 1653 an den Bremer Ratskellermeister Wilken Meyer verkauft und wechselte danach mehrfach seinen Besitzer, um 1742 an Christian Eberhard Niemeyer zu gelangen, der ein zweigeschossiges Herrenhaus baute. Das Herrenhaus, in dem 1795 der Bruder des Königs von Frankreich Ludwig XVI., der Graf von Artois – später König von Frankreich – nächtigte, stand noch bis 1965. Das Gut wurde noch bis in die 1960er-Jahre bewirtschaftet, Teile der Ländereien waren für den Bau der Siedlung in den 1930er-Jahren und in den 1960e-Jahren verkauft worden.
1577 entstand am Warturm am Ostufer der Ochtum (also außerhalb Grollands) ein Zollhaus für den seit dem 14. Jahrhundert erhobenen Wegezoll, in dem seit 1724 die Gaststätte Zum Storchennest betrieben wird.
1803 kam im Rahmen des Reichsdeputationshauptschlusses das bis dahin oldenburgische Grolland mit seinem Gut zu Bremen zum Gohgericht Obervieland. Als das Königreich Hannover 1854 dem Deutschen Zollverein beitrat war das Stadtgebiet von Bremen bis 1888 Zollausland. So blühte der Schmuggel als Nebenerwerb. Zu Eindämmung des Schmuggels wurde 1857 das bremische Landgebiete westlich bzw. links von der Ochtum, also Huchting und Grolland, vertraglich Teil des Deutschen Zollvereins. 1867 führte die Bahnstrecke Bremen–Oldenburg an Grolland vorbei. 1820 erfolgte der Abbruch des Befestigungsturm. 1870 wurde Grolland Teil der bremischen Landgemeinde Huchting.
Um 1900 hatte Grolland nur um die 30 Einwohner, die im Gut und in zwei weiteren Höfen am Schwarzen Weg wohnten. 1909 wurde eine neue Straße von Bremen über Grolland nach Huchting gebaut durch das Wirken von Franz Schütte (*1836-1911), Kaufmann und „Petroleumkönig“ in Bremen. Schüttes Erben wollten damit Land, das er hier besaß, als Bauland erschließen und 1913 wurde ein Bauwettbewerb für seine Grundstücke ausgelobt. Lediglich der Grollander Krug und zwei Doppelhäuser konnten noch vor dem Ersten Weltkrieg gebaut werden.

### Vorstadtsiedlung als „Heimstätte“
Erst nach dem Krieg entwickelte sich aus dem Dorf eine Vorstadtsiedlung zwischen Storchennest und Gut Grolland. Als erste größere bremische Siedlung bauten die Bürger von 1935 bis 1940, betreut durch die gemeinnützige Siedlungs- und Baugenossenschaft Grolland (ab 1938 Brebau), „eine inszenierte Ländlichkeit“ als Gartenstadt-Projekt für kinderreiche Familien, für rd. 5000 Einwohner, bestehend aus 750 Siedlerstellen mit 42 verschiedenen Siedlerhaustypen. 1938 war der Nordteil Grolland I fertig; es folgten die Gebäude an der Brakämpe im Süden mit Eigenheimen und Kleinsiedlungen, auch „Volkswohnungen“ genannt. Die Grundstücksgröße lag bei 1000 m². Chefplaner war der konservative Architekt Friedrich Heuer, ein Schüler von Paul Schmitthenner und Paul Bonatz. Heuer, Falge, Ahlemann und Logemann und Friedrich Schumann im Norden sowie Bothe und Enno Huchting im Süden waren die Architekten der einzelnen Gebäude; als Gartenplaner wirkte Friedrich Eisenbarth. Die Generalplanung von Heuer wurde beeinflusst von Baurat Wilhelm Wortmann und Baudirektor Gerd Offenberg. Die ländlich, konservative Architektur der roten, steilen Walmdachhäuser entsprach dem Zeitgeist der 1920er/1930er Jahre. Als Schule mussten kriegsbedingt Baracken bis 1951 und teilweise bis 1954 dienen; 1951 wurde die seit 2019 denkmalgeschützte Schule Grolland eingeweiht.

### Ortsteil von Bremen
Weiterer Ausbau
1946 wurde die bremischen Landgemeinden Huchting mit dem Ortsteil Grolland in Bremen als Stadtteil eingemeindet, um mögliche Ansprüche von einem künftigen Bundesland Niedersachsen auszuschließen. Im November 1945 wurden die beiden Siedlergemeinschaften Grolland I und Grolland II (später in Siedlervereinigung Grolland-Süd) ins Leben gerufen. 1951 konnte die Schule Grolland eingeweiht werden. Von 1950 bis 1970 kam die Bebauung durch die Brebau und private Bauherren. Das „rote“ Grolland ist baulich geprägt durch seine rotsteinigen Einfamilien- und Reihenhäuser mit seiner eher bürgerlichen, sozial mittelständischen Bewohnerschaft. Von 1950 bis 1952 entstanden Reihen- und Mietshäuser An der Wurth, Am Vorfeld und am Deichhauser Weg und ein kleiner Läden- und Dienstleistungsbereich an der Emslandstraße.
1962 war auch Golland durch das Hochwasser in Bremen betroffen, die Deiche hielten jedoch. 1964 wurde die evangelische St.-Lukas-Kirche eingeweiht. 1973 erfolgte die Eröffnung der Hochstraße für die Bundesstraße 75, die Grolland deutlich zertrennt. Die Linie 16, später 6 der Straßenbahn Bremen endete von 1955 bis 1976 an der Grenze zwischen Grolland und der Neustadt. Grolland und Huchting wurden durch Busse erschlossen. 1976 folgte der Ausbau der Linie 6 (später Linien 1 und 8) als Hochbahn durch Grolland zum Roland-Center in Kirchhuchting. Erst 2013 können die Bahnsteige durch Aufzüge erreicht werden. Die katholische Franziskuskirche wurde 1995 abgerissen.
Park an der Ochtum
Ab 1958 wurde der Forderung nach einem Park zwischen Grolland und Huchting Nachdruck verliehen und 1976 ein Verein dafür gegründet. Im Flächennutzungsplan Bremens von 1965 war hingegen hier die Trasse einer Autobahn enthalten und im Stadtentwicklungskonzept Bremen von 1971 die Autobahn und noch dazu eine Eisenbahntrasse. Auch sollte die Startbahn des Flughafens Bremen zunächst noch erheblich verlängert, später dann lediglich in der vollen vorhandenen Länge von 2 km Länge wieder nutzbar gemacht werden. Dazu war es erforderlich, die Ochtum aus Sicherheitsgründen um ca. 300 bis 400 Meter nach Westen zu verlegen. Die örtlichen Politiker forderten, dass die Planung der Autobahn und einer Güterumgehungsbahn zwischen Huchting und Grolland aufgegeben wird und ein Landschaftspark hier entstehen sollte. 1978 folgte die Landesregierung diesen Vorstellungen. Seit 1983 entstand und entsteht der Park links der Weser.

### Einwohnerentwicklung
Grolland hatte 1812 nur 22 Einwohner. Die Einwohnerzahl nahm in den 1930er Jahren auf Grund des Siedlungsbaus deutlich zu. Die Entwicklung nach dem Zweiten Weltkrieg in Zahlen:
- 1955: 4.523 Einwohner
- 1975: 4.306 Einwohner
- 1995: 3.465 Einwohner
- 2009: 3.332 Einwohner

## Politik, Verwaltung
Grolland wird als Ortsteil vom Ortsamt Huchting verwaltet. Im Beirat Huchting sind auch die Grollander Mitglieder vertreten.

## Infrastruktur

### Allgemein
→ Siehe bei Huchting bei Öffentliche Einrichtungen

### Grünanlagen, Gewässer
- Der Park links der Weser zwischen Grolland und Huchting wurde ab 1976 entlang der Ochtum angelegt.
- Die Ochtum fließt südlich an Grolland vorbei. Ein zweiter, gerader Ochtumarm – der ursprüngliche Flussverlauf – fließt nördlich an Grolland vorbei und vereinigt sich im westlichen Naturschutzgebiet mit dem Hauptlauf.
- Der Grollander See befindet sich bereits auf dem Gebiet der Gemeinde Stuhr im Gebiet Kuhlen.

### Bildung, Soziales, Sport
- Die inklusive Schule Grolland, Brakkämpe 4, ist eine Grundschule für rd. 200 Schüler.
- Kinder und Familienzentrum Grolland, Osterstader Straße 2
- Private Kindergruppe He, du da von 1992, Obervielander Str. 39 und Am Kirchdeich 2c
- Der TSV Grolland (Turn- und Sportverein Grolland), Osterstader Straße 7
- Die Sportanlage Grolland, Osterstader Straße 7

### Kirche

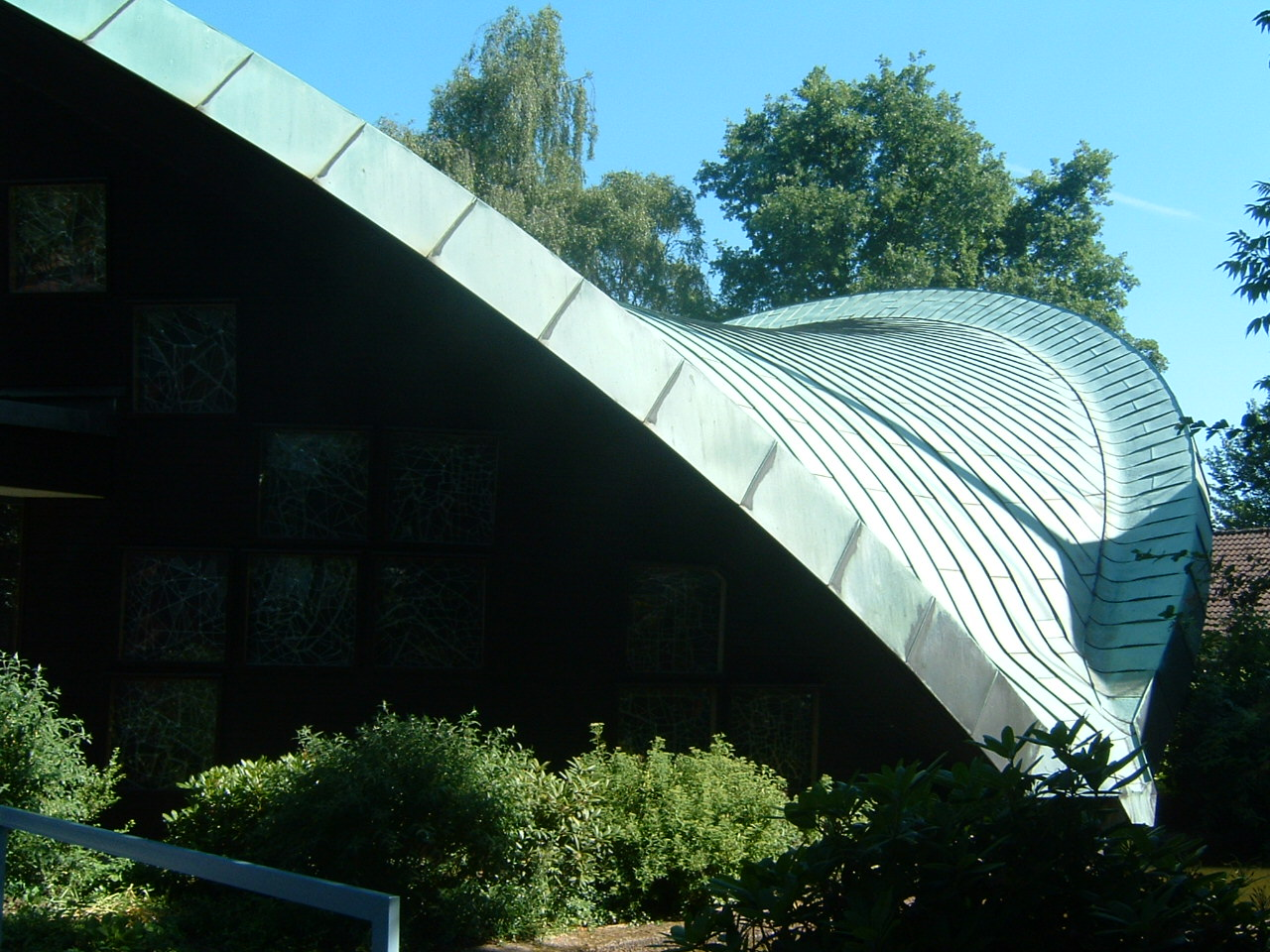
Grolland: St.-Lukas-Kirche

In der Straße Am Vorfeld befindet sich die St.-Lukas-Kirche, eine Stahlnetzkonstruktion, geplant von dem Bremer Architekten Carsten Schröck mit Beratung durch Frei Otto. Sie steht, obwohl erst 1962 bis 1964 gebaut, unter Denkmalschutz. Die Kirche hat Ähnlichkeit mit der Kongresshalle in Berlin. Im Gegensatz zur Kongresshalle, bei der die Dachbügel aus Beton von konventionellen Wänden getragen werden, werden hier die Bügel aus Leimholzbindern nur von dem Stahlnetz verbunden. Die Kirchenfenster sind von Erhart Mitzlaff.
Die katholische Franziskuskirche als einschiffiger Ziegelbau von 1960 an der Emslandstraße wurde 1995 abgerissen.

### Denkmale
→ Siehe dazu die Liste der Kulturdenkmäler in Huchting.

## Wirtschaft und Verkehr

### Wirtschaft
Grolland ist eine reine Wohnstadt.

### Verkehr

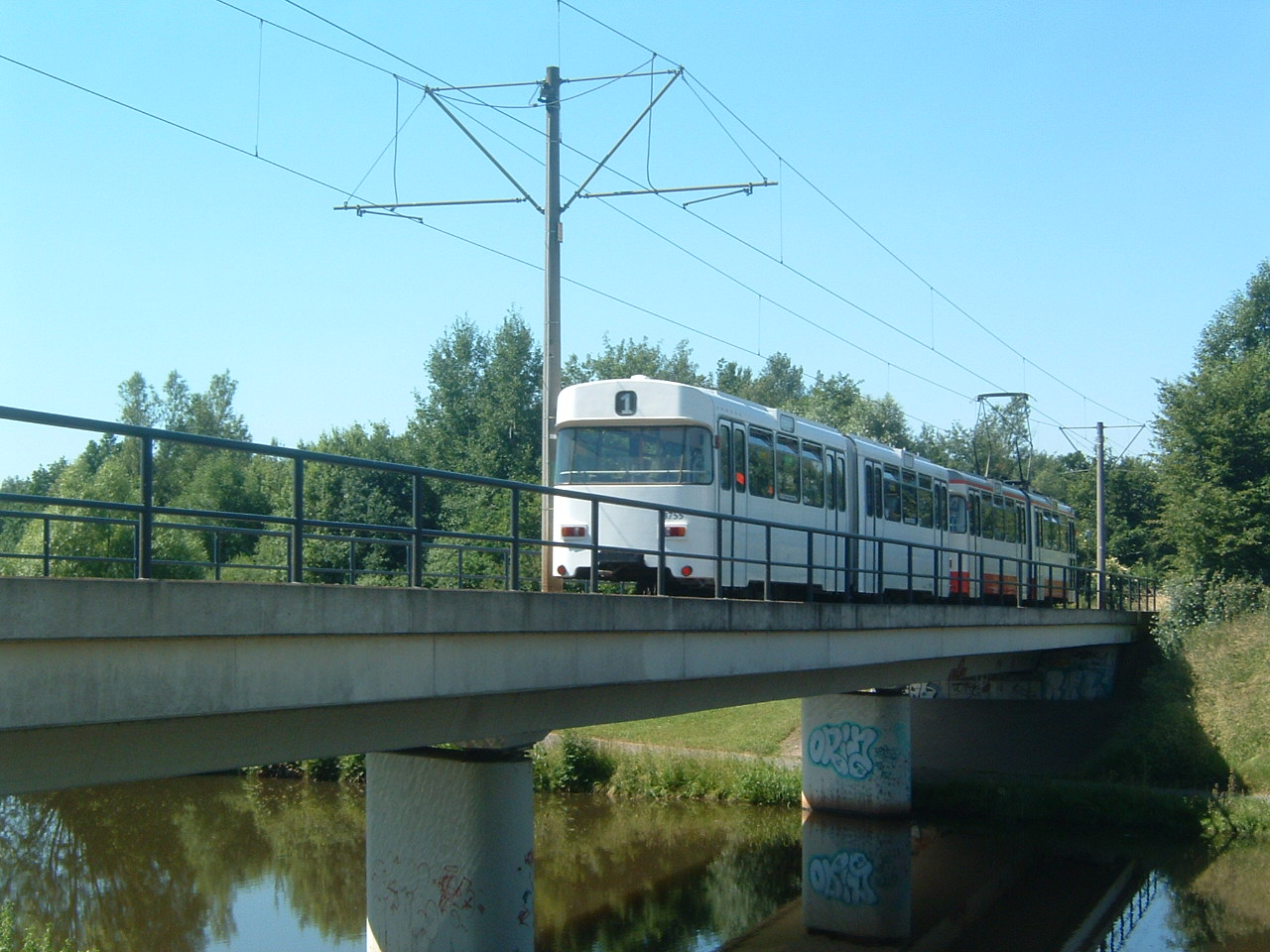
Straßenbahn in Grolland

#### Öffentlicher Personennahverkehr
Die Straßenbahn wird in Grolland in Hochlage geführt. Folgende BSAG – Linien tangieren Grolland:
- Straßenbahnlinie 1: Huchting–Grolland–Am Brill–Hauptbahnhof–Osterholz–Bf Mahndorf
- Straßenbahnlinie 8: Huchting–Grolland–Domshof–Hauptbahnhof–Kulenkampffallee
- Straßenbahnnachtlinie N1: Huchting–Grolland–Zentrum–Osterholz–Bf Mahndorf
- Buslinie 52: (Kattenturm)

#### Bahn
Im Westen führt die Bahnstrecke Bremen–Oldenburg an Grolland vorbei. Eine Stichstrecke führt zum Güterbahnhof Bremen-Grolland, über den der Neustädter Hafen und das Güterverkehrszentrum Bremen angebunden sind. Von den 8.640 Güterzügen auf den Gleisanlagen der Bremischen Hafeneisenbahn in der Stadt Bremen 2015 entfielen 61 Prozent auf Grolland.

#### Straßen
Über die Bundesstraße 75
- in südwestlicher Richtung nach Delmenhorst mit Anschluss auf die A 28 nach Oldenburg.
- in nordöstlicher Richtung nach Bremen über das Autobahnkreuz Bremen-Neustadt (A 281).

Die örtliche Erschließung führt über die Norderländer Straße von Grolland nach Stuhr.

#### Rad- und Wanderwege
- Von Grolland in den Park links der Weser an der Ochtum über Auf dem Klaukamp nach Mittelshuchting
- Von Grolland durch den Park über den Achterfeldweg, die Höhpost nach Kirchhuchting
- Von Kirchhuchting über den Hohenhorster Weg, Heulandsweg durch den Park nach Grolland
- Von Grolland zum Wardamm durch die Ochtumniederung nach Mittelshuchting
- Von Grolland zum Wardamm nach Woltmershausen
- Von Grolland über die Deiche der Ochtum im Park Links der Weser vorbei am Flughafen Bremen nach Brinkum oder Altstuhr
- Von Grolland über die beiden Deiche der Grollander Ochtum zum Storchennest am Wardamm und zur Alten Ochtum oder nach Mittelshuchting sowie umgekehrt über den Westerlandweg zur Neustadt bzw. über den Deich zum Park Links der Weser

#### Straßennamen und ihre Bedeutung
- In Grolland befinden sich aus der Zeit des Nationalsozialismus als Straßennamen von „de Stedinger Buren [de] streden for her billige Freedom un Vaderland unner dat Leit van Bolke van Bardenfleth, Tammo van Huntorp und Detmar tom Dyk“. 1234 wurden die Stedinger im Stedingerkrieg in der Schlacht bei Altenesch von einem Heer der Bündnispartner des Erzbischofs von Bremen, der Stadt Bremen und weiterer über 20 Grafen und Fürsten vernichtend geschlagen. Anführer des Heers der Stedinger waren Thammo von Huntorp, Detmar tom Dyk (tom Dieke) und Bolko von Bardenfleth. Die Stedingsehre hat denselben historischen Hintergrund.
- Friesische Landschaftsnamen in Grolland wie Ammerländer-, Emsländer-, Friesländer-, Jeverländer-, Harlinger-, Norderländer-, Ostfriesische-, Wangenländer Straße;
- Nordniedersächsische Landschaftsnamen in Grolland wie Altländer-, Hadeler-, Kehdinger-, Land-Wührdener-, Moorriemer- (Marschenland bei Brake), Osterstader-, Süderbroker-, Wurster Straße
- Auf die lokale Landschaftsgeographie beziehen sich Namen wie Grollander Deich
- Die Flurnamen wie Am Vorfeld, Brakkämpe, Hemmelskamp, Vehrels (Verdel = Viertel)
- Der Wardamm führte zur Siedlung Ware.

## Persönlichkeiten
- Gerold Fuchs (1939–2021), Pädagoge, Landschaftsmaler, Vorsitzender des Vereins Park links der Weser und 1998/99 Mitglied der Bremischen Bürgerschaft (AfB).
- Friedrich Heuer (1897–1960), Architekt von Siedlungsbauten (1935–1940) in Grolland
- Henry (Ernst) Meyer, Volkswirt (1906–1990), 1935 bis 1938 Genossenschaftsvorsitzender der Siedlungs- und Baugenossenschaft Golland, 1938 bis 1945 und 1960 bis 1972 Geschäftsführer der daraus hervorgegangenen Brebau.
- Manfred Oppermann (1951–2023), Kaufmann, von 1999 - 2015 Mitglied der Bremischen Bürgerschaft (SPD)
- Annegret Pautzke (* 1937), selbstständige Kauffrau, von 1987 bis 1995 Mitglied der Bremischen Bürgerschaft (FDP)
- Reinhold Stiering (1931–2012), Mitglied der Bremischen Bürgerschaft (SPD)
- Heinrich Welke (* 1943), Pädagoge und Politiker (FDP), Mitglied der Bremischen Bürgerschaft, seit 2009 Vorsitzender des Vereins Park links der Weser.
- Heinz Meyer (1911–1986), Buchdrucker, Politiker und Ortsamtsleiter, Mitglied der Bremischen Bürgerschaft (SPD) von 1946 bis 1967, Ortsamtsleiter Huchting von 1948 bis 1974, langjähriger Schriftführer in der Siedlervereinigung Grolland-Süd